# Florian Mayer
Pour les articles homonymes, voir Mayer.
Ne doit pas être confondu avec Leonardo Mayer.
Florian Mayer, né le 5 octobre 1983 à Bayreuth, est un joueur allemand de tennis, professionnel de 2001 à 2018.

## Carrière

### 2001-2004: Débuts prometteurs
Débutant en 2001 sur le circuit Future, Florian Mayer remporte ses premiers tournois en 2003 : un Future en Espagne et un Challenger à Saint-Pétersbourg. Mais c'est surtout l'année suivante qu'il se révèle, atteignant les quarts de finale à Wimbledon, pour son troisième tournoi du Grand Chelem. Il bat au premier tour en trois tie-breaks le grand serveur Wayne Arthurs no 96 (7-64, 7-65, 7-64) puis au deuxième le joueur plus à l'aise sur terre battue Guillermo Coria no 3 (4-6, 6-3, 6-3, 6-4). Viennent ensuite Wayne Ferreira no 82 et Joachim Johansson no 43. En quart de finale, il perd contre Sébastien Grosjean no 13 mondial (5-7, 4-6, 2-6).
2004 est également marquée pour lui par des demi-finales à Estoril et Bucarest, un troisième tour aux Masters de Hambourg, et une première participation en Coupe Davis avec l'équipe d'Allemagne. Il reçoit le prix ATP de la Révélation de l'année et termine sa saison au 35e rang mondial.

### 2005-2008: Confirmation difficile et premières blessures
En janvier 2005, il subit une défaite cinglante au premier tour à l'Open d'Australie, contre James Blake (1-6, 2-6, 0-6), mais passe deux mois plus tard trois tours au Masters 1000 de Miami, où il ne perd qu'en huitièmes de finale contre Taylor Dent (3-6, 4-6). Il enchaîne ensuite les défaites au premier ou deuxième tour des tournois auxquels il s'aligne, jusqu'à un troisième tour à Wimbledon perdu contre Juan Carlos Ferrero (6-3, 2-6, 1-6, 1-6). En août, il parvient en finale à Sopot, après une victoire sur Guillermo Coria (6-4, 5-7, 6-3), alors no 9 mondial et spécialiste de la terre battue. Il perd toutefois son dernier match contre Gaël Monfils (6-76, 6-4, 5-7), qui remporte là son premier titre. Son année 2005 est enfin marquée par une finale en doubles (associé à Alexander Waske) au tournoi de Munich, où la paire chute contre le duo Mario Ančić - Julian Knowle (3-6, 6-1, 3-6).
Plus régulier en 2006, il décroche trois tournois Challenger à Furth, Tampere et Graz, et atteint de nouveau la finale à Sopot, après notamment une victoire sur Tommy Robredo, alors no 7 (6-2, 6-4). Il perd en finale cette fois contre Nikolay Davydenko, 6e mondial (6-76, 7-5, 4-6). Il prend l'année suivante sa revanche sur le russe, désormais no 3, à Halle, sur gazon (6-4, 6-4), mais perd en quarts contre Márcos Baghdatís (3-6, 3-6). Le reste de sa saison 2007 est principalement marqué par un troisième tour à l'Open d'Australie, perdu 6-73, 3-6, 3-6 contre Tommy Haas (no 12), et trois finales en Challenger, à Dresde, Prostějov et Brunswick. Il termine l'année pour la troisième fois consécutive dans la deuxième moitié du top 100.
2008 marque ensuite une lente dégringolade au classement, empirée par une blessure à un doigt l'écartant des courts à partir de mai.

### 2009-2011: Retour progressif au premier plan et premier titre en simple
Retombé à la 450e place mondiale, il reprend progressivement la compétition en 2009, qu'il débute par une finale en janvier au Challenger de Nouméa. Il passe ses trois matches de qualification à l'Open d'Australie, puis perd au second tour contre Juan Martín del Potro, 6e mondial (1-6, 5-7, 2-6). Il multiplie dès lors les tournois Challenger, remportant ceux de Bangkok et Karlsruhe, et atteignant les finales à Sofia et Istanbul. Il ne reprend vraiment la route du circuit principal qu'en septembre à Bangkok, où il ne réussit qu'à sortir des qualifications. Après quelques tours passés au tournoi 500 de Pékin et au Masters 1000 de Shanghai, il parvient à terminer l'année au 61e rang mondial.
Mayer réalise une bonne saison 2010, entamée cette fois par une victoire au Challenger de Nouméa. S'il renonce pour la troisième fois d'affilée à Roland-Garros, il se hisse en revanche aux troisièmes tours de l'Open d'Australie et Wimbledon. Il perd au premier contre Juan Martín del Potro, alors no 5 mondial (3-6, 6-0, 4-6, 5-7), après une belle victoire sur son compatriote Philipp Petzschner qui le menait 2 sets à rien (0-6, 2-6, 6-4, 6-2, 6-2) ; et il s'incline au second contre Lu Yen-hsun, malgré une victoire au premier tour sur le no 12 Marin Čilić (6-2, 6-4, 7-61). Il remporte le Challenger de Sunrise après une victoire en finale contre Gilles Simon, alors 21e mondial (6-4, 6-4), et atteint la finale à celui de Rome-2. Il s'illustre également par des victoires sur le 8e mondial Mikhail Youzhny (6-4, 6-75, 6-1) au Masters 1000 de Shanghaï, et sur le 5e Robin Söderling (7-68, 6-1) en quarts du tournoi de Stockholm, où il atteint la finale, mais la perd contre Roger Federer (4-6, 3-6). Il se hisse en fin d'année à la 37e place mondiale.
Il effectue sa meilleure saison en 2011, la terminant au 23e rang mondial (après une pointe à la 18e en juin, son meilleur classement à ce jour), pour un ratio de 45 victoires et 26 défaites. Il atteint les demi à Sydney et Zagreb, la finale à Munich (perdue 3-6, 6-3, 1-6 contre Nikolay Davydenko), mais remporte ensuite son premier titre ATP à Bucarest. Pour sa première victoire en finale en cinq tentatives, il bat facilement l'Espagnol Pablo Andújar (6-3, 6-1). Cette même année il parvient à son meilleur résultat à l'US Open, un troisième tour qu'il perd contre le 5e mondial David Ferrer (1-6, 2-6, 6-72). Il passe également trois tours aux Masters de Miami, de Rome (dont il sort le no 8 Jürgen Melzer sur abandon, avant de perdre contre le no 4 Andy Murray 6-1, 1-6, 1-6), puis surtout de Shanghai, où il réussit sa meilleure performance en battant le no 2 mondial Rafael Nadal (7-65, 6-3). En double, il s'associe à Tomáš Berdych pour atteindre les demi-finales du Masters de Montréal, ne perdant que contre les frères Bryan, 1ers mondiaux (2-6, 1-6), puis obtient la même réussite la semaine suivante à celui de Cincinnati avec Juan Sebastián Cabal, chutant contre la paire Michaël Llodra - Nenad Zimonjić, respectivement no 7 et 5 (6-4, 3-6, 4-10).

### 2012-2015: Maintien dans le top 30 et nouvelles blessures
Son principal fait d'armes en 2012 est un quart-de-finale à Wimbledon, où après une victoire au premier tour sur Dmitri Toursounov (7-63, 6-2, 6-3), il remonte pour la deuxième fois (après l'Open d'Australie 2010) un handicap de deux sets pour l'emporter sur son compatriote Philipp Petzschner (3-6, 3-6, 6-4, 6-2, 6-4). Il se défait ensuite du jeune et grand Polonais Jerzy Janowicz après avoir sauvé deux balles de match (7-65, 3-6, 2-6, 6-3, 7-5), puis bat en huitième de finale Richard Gasquet, no 19 mondial, en 1 h 53 et 4 manches (6-3, 6-1, 3-6, 6-2). Il confirme ainsi son aisance sur le gazon, en atteignant le même stade du Grand Chelem que 8 ans plus tôt. Il perd finalement contre Novak Djokovic, numéro 1 mondial et tenant du titre (4-6, 1-6, 4-6). Malgré ce bon résultat sur herbe, il ne participe pas aux Jeux olympiques, qui ont pourtant lieu sur cette surface. Outre Wimbledon, il parvient au troisième tour du Masters de Miami, après avoir sorti le no 10 mondial John Isner (6-4, 6-2), mais chute contre le no 6 Jo-Wilfried Tsonga (3-6, 2-6). À l'US Open, tête de série no 22, il abandonne au premier tour contre Jack Sock, mais parvient quelques semaines plus tard en demi du tournoi ATP 500 de Pékin. Il termine l'année 28e, sans n'avoir pratiquement jamais quitté le top 30.
L'année 2013 se déroule sans fait d'armes majeur pour le joueur allemand. Il faut attendre le Masters de Monte-Carlo pour le voir remporter deux matches successifs, mais il atteint la semaine suivante les demi à Bucarest et remporte le Challenger de Brunswick. Opposé à Novak Djokovic au premier tour de Wimbledon, il perd d'entrée (3-6, 5-7, 4-6), mais se rattrape à l'US Open en y égalant son meilleur résultat, un troisième tour cette fois perdu contre le no 3 Andy Murray (6-72, 2-6, 2-6). Il remporte enfin une victoire de prestige sur le no 4 David Ferrer en huitièmes au Masters de Shanghai (6-4, 6-3), mais perd au tour suivant contre le no 9 Jo-Wilfried Tsonga (2-6, 3-6). En fin d'année il est retombé au 40e rang mondial.
Il commence sa saison 2014 par une demi-finale à Doha, perdue contre Gaël Monfils (6-4, 6-3) mais faisant suite à une victoire contre le no 4 Andy Murray au second tour (3-6, 6-4, 6-2). Il atteint ensuite le quatrième tour de Open d'Australie 2014, son meilleur résultat, obtenu après des victoires sur Denis Kudla, Mikhail Youzhny (no 15) et Jerzy Janowicz (no 20). Il perd finalement contre le no 3 David Ferrer (7-65, 5-7, 2-6 1-6). Au 3e tour du Masters de Miami 2014, il renonce à son match contre Novak Djokovic en raison d'une blessure à l'aine. C'est le début d'une longue absence pour l'Allemand, qui chute jusqu'à la 565e place mondiale.
Il ne revient qu'en mars 2015, après l'opération d'une hernie, pour le Masters de Monte-Carlo, où il ne remporte qu'un match, contre Mikhail Youzhny. Il s'ensuit une série de défaites sur le circuit principal qui ne prend fin qu'à Halle, sur sa surface de prédilection, où il ne cède qu'au 3e tour contre Roger Federer. Son retour est cependant vite contrarié, avec un abandon dès le premier tour de l'US Open au quatrième set face à Martin Kližan, puis des forfaits successivement à Pékin, Shanghai et Vienne du fait d'une déchirure à l'adducteur droit.

### 2016: Deuxième titre en simple
Mayer revient une nouvelle fois lors des qualifications de l'open de Roumanie en avril 2016, après sept mois d'absence. Il faut toutefois attendre la saison sur herbe et le tournoi de Stuttgart pour le voir atteindre les quarts de finale, qu'il perd contre Roger Federer (6-72, 6-71). Il remporte surtout quelques jours après l'ATP 500 de Halle, après notamment des victoires sur Lucas Pouille, Dominic Thiem, et son jeune compatriote Alexander Zverev en finale (6-2, 5-7, 6-3).
Au cours de sa carrière, Mayer a remporté, en plus de ses titres à Bucarest et Halle, douze tournois Challenger et un tournoi Future.

## Palmarès

### Titres en simple messieurs
| No | Date       | Nom et lieu du tournoi              | Catégorie | Dotation    | Surface      | Finaliste        | Score         |          |
| -- | ---------- | ----------------------------------- | --------- | ----------- | ------------ | ---------------- | ------------- | -------- |
| 1  | 19-09-2011 | BRD Nastase Tiriac Trophy, Bucarest | ATP 250   | 371 200 €   | Terre (ext.) | Pablo Andújar    | 6-3, 6-1      | Parcours |
| 2  | 13-06-2016 | Gerry Weber Open, Halle (Westf.)    | ATP 500   | 1 700 610 € | Gazon (ext.) | Alexander Zverev | 6-2, 5-7, 6-3 | Parcours |

### Finales en simple messieurs
| No | Date       | Nom et lieu du tournoi                | Catégorie   | Dotation    | Surface      | Vainqueur         | Score          |          |
| -- | ---------- | ------------------------------------- | ----------- | ----------- | ------------ | ----------------- | -------------- | -------- |
| 1  | 01-08-2005 | Idea Prokom Open, Sopot               | Int' Series | 475 000 $   | Terre (ext.) | Gaël Monfils      | 7-66, 4-6, 7-5 | Parcours |
| 2  | 31-07-2006 | Orange Prokom Open, Sopot             | Int' Series | 475 000 $   | Terre (ext.) | Nikolay Davydenko | 7-66, 5-7, 6-4 | Parcours |
| 3  | 18-10-2010 | If Stockholm Open, Stockholm          | ATP 250     | 531 000 €   | Dur (int.)   | Roger Federer     | 6-4, 6-3       | Parcours |
| 4  | 25-04-2011 | BMW Open by FWU Takaful, Munich       | ATP 250     | 398 250 €   | Terre (ext.) | Nikolay Davydenko | 6-3, 3-6, 6-1  | Parcours |
| 5  | 24-07-2017 | German Tennis Championships, Hambourg | ATP 500     | 1 499 940 € | Terre (ext.) | Leonardo Mayer    | 6-4, 4-6, 6-3  | Parcours |

### Finale en double messieurs
| No | Date       | Nom et lieu du tournoi           | Catégorie   | Dotation  | Surface      | Vainqueurs                | Partenaire      | Score         |          |
| -- | ---------- | -------------------------------- | ----------- | --------- | ------------ | ------------------------- | --------------- | ------------- | -------- |
| 1  | 25-04-2005 | BMW Open by Crédit suisse Munich | Int' Series | 355 000 $ | Terre (ext.) | Mario Ančić Julian Knowle | Alexander Waske | 6-3, 1-6, 6-3 | Parcours |

## Parcours dans les tournois duGrand Chelem

### En simple
| Année | Open d'Australie | Open d'Australie | Internationaux de France | Internationaux de France | Wimbledon       | Wimbledon       | US Open         | US Open          |
| ----- | ---------------- | ---------------- | ------------------------ | ------------------------ | --------------- | --------------- | --------------- | ---------------- |
| 2004  | 2e tour (1/32)   | David Nalbandian | 2e tour (1/32)           | Nicolas Escudé           | 1/4 de finale   | S. Grosjean     | 2e tour (1/32)  | Andre Agassi     |
| 2005  | 1er tour (1/64)  | J. Blake         | 1er tour (1/64)          | Tommy Haas               | 3e tour (1/16)  | J. C. Ferrero   | 1er tour (1/64) | Mikhail Youzhny  |
| 2006  | 2e tour (1/32)   | Roger Federer    | 1er tour (1/64)          | Stefano Galvani          | 2e tour (1/32)  | Andy Roddick    | 2e tour (1/32)  | Tomáš Berdych    |
| 2007  | 3e tour (1/16)   | Tommy Haas       | 1er tour (1/64)          | P.-H. Mathieu            | 2e tour (1/32)  | Jarkko Nieminen | 1er tour (1/64) | David Ferrer     |
| 2008  | 1er tour (1/64)  | Florent Serra    | —                        | —                        | —               | —               | —               | —                |
| 2009  | 2e tour (1/32)   | J. M. del Potro  | —                        | —                        | —               | —               | —               | —                |
| 2010  | 3e tour (1/16)   | J. M. del Potro  | —                        | —                        | 3e tour (1/16)  | Lu Yen-hsun     | 1er tour (1/64) | Florent Serra    |
| 2011  | 2e tour (1/32)   | Kei Nishikori    | 2e tour (1/32)           | Alejandro Falla          | 2e tour (1/32)  | Xavier Malisse  | 3e tour (1/16)  | David Ferrer     |
| 2012  | —                | —                | 2e tour (1/32)           | Eduardo Schwank          | 1/4 de finale   | Novak Djokovic  | 1er tour (1/64) | Jack Sock        |
| 2013  | 2e tour (1/32)   | R. Berankis      | 1er tour (1/64)          | Denis Istomin            | 1er tour (1/64) | Novak Djokovic  | 3e tour (1/16)  | Andy Murray      |
| 2014  | 1/8 de finale    | David Ferrer     | —                        | —                        | —               | —               | —               | —                |
| 2015  | —                | —                | 1er tour (1/64)          | R. Bautista-Agut         | 1er tour (1/64) | Juan Mónaco     | 1er tour (1/64) | Martin Kližan    |
| 2016  | —                | —                | 1er tour (1/64)          | Malek Jaziri             | 1er tour (1/64) | Dominic Thiem   | 1er tour (1/64) | Horacio Zeballos |
| 2017  | 1er tour (1/64)  | Rafael Nadal     | 1er tour (1/64)          | P. Carreño Busta         | 2e tour (1/32)  | Marin Čilić     | 2e tour (1/32)  | Marin Čilić      |
| 2018  | 1er tour (1/64)  | Evgeny Donskoy   | 1er tour (1/64)          | Mischa Zverev            | 1er tour (1/64) | Jiří Veselý     | 1er tour (1/64) | Borna Ćorić      |

N.B. : à droite du résultat se trouve le nom de l'ultime adversaire.

### En double
| Année | Open d'Australie                 | Open d'Australie          | Internationaux de France   | Internationaux de France       | Wimbledon                 | Wimbledon                   | US Open                     | US Open                   |
| ----- | -------------------------------- | ------------------------- | -------------------------- | ------------------------------ | ------------------------- | --------------------------- | --------------------------- | ------------------------- |
| 2004  | —                                | —                         | —                          | —                              | 1er tour (1/32) R. Wassen | J.-F. Bachelot Andrei Pavel | 1/8 de finale R. Wassen     | R. Koenig Travis Parrott  |
| 2005  | —                                | —                         | 1er tour (1/32) R. Wassen  | Leander Paes N. Zimonjić       | 2e tour (1/16) T. Berdych | Wayne Black Kevin Ullyett   | 1er tour (1/32) T. Berdych  | Jordan Kerr G. Oliver     |
| 2006  | 1er tour (1/32) P. Kohlschreiber | A. Clément Michaël Llodra | —                          | —                              | 1er tour (1/32) C. Kas    | A. Peya Björn Phau          | 2e tour (1/16) R. Schüttler | J. Björkman Max Mirnyi    |
| 2007  | 1er tour (1/32) S. Greul         | Wesley Moodie Todd Perry  | 1er tour (1/32) Be. Becker | F. Santoro N. Zimonjić         | 2e tour (1/16) T. Behrend | W. Moodie Todd Perry        | 1er tour (1/32) T. Behrend  | Eric Butorac Jamie Murray |
| 2008  | 2e tour (1/16) W. Eschauer       | L. Arnold Ker F. López    | —                          | —                              | —                         | —                           | —                           | —                         |
| 2009  | —                                | —                         | —                          | —                              | —                         | —                           | —                           | —                         |
| 2010  | 1er tour (1/32) Be. Becker       | Carsten Ball Stephen Huss | —                          | —                              | —                         | —                           | 1/8 de finale R. Wassen     | M. Granollers T. Robredo  |
| 2011  | 2e tour (1/16) M. Berrer         | J. Melzer P. Petzschner   | 1er tour (1/32) M. Berrer  | K. de Schepper Albano Olivetti | —                         | —                           | 2e tour (1/16) R. Wassen    | M. Bhupathi Leander Paes  |
| 2012  | —                                | —                         | —                          | —                              | —                         | —                           | —                           | —                         |
| 2013  | —                                | —                         | 1er tour (1/32) T. Kamke   | T. C. Huey Dominic Inglot      | —                         | —                           | 1er tour (1/32) T. Kamke    | M. Granollers Marc López  |
| 2014  | 1er tour (1/32) T. Kamke         | A. Seppi P. Starace       | —                          | —                              | —                         | —                           | —                           | —                         |
| 2015  | —                                | —                         | 2e tour (1/16) Frank Moser | Jérémy Chardy Łukasz Kubot     | —                         | —                           | 1er tour (1/32) Frank Moser | Leander Paes F. Verdasco  |
| 2016  | —                                | —                         | 2e tour (1/16) J. Knowle   | M. Matkowski Leander Paes      | —                         | —                           | 1er tour (1/32) J. Knowle   | J.-J. Rojer Horia Tecău   |
| 2017  | 1er tour (1/32) Robin Haase      | Alex Bolt B. Mousley      | 2e tour (1/16) J. Knowle   | F. Verdasco N. Zimonjić        | —                         | —                           | 2e tour (1/16) A. Giannessi | Ivan Dodig M. Granollers  |
| 2018  | 1er tour (1/32) P. Gojowczyk     | W. Koolhof Artem Sitak    | 1er tour (1/32) D. Lajović | Jamie Murray Bruno Soares      | —                         | —                           | —                           | —                         |

N.B. : le nom du partenaire se trouve sous le résultat ; le nom des ultimes adversaires se trouve à droite.

## Parcours dans lesMasters 1000
| Année | Indian Wells          | Miami                      | Monte-Carlo               | Rome                    | Hambourg puis Madrid     | Canada                | Cincinnati           | Madrid puis Shanghai       | Paris              |
| ----- | --------------------- | -------------------------- | ------------------------- | ----------------------- | ------------------------ | --------------------- | -------------------- | -------------------------- | ------------------ |
| 2004  | —                     | —                          | —                         | 1er tour Tim Henman     | 1/8 de finale M. Youzhny | —                     | —                    | 1er tour R. Söderling      | —                  |
| 2005  | 1er tour K. Carlsen   | 1/8 de finale Taylor Dent  | 2e tour M. Puerta         | 1er tour Luis Horna     | 1er tour Mario Ančić     | —                     | —                    | —                          | —                  |
| 2006  | 2e tour J. Nieminen   | 1er tour Luis Horna        | —                         | —                       | 1er tour D. Hrbatý       | —                     | —                    | —                          | —                  |
| 2007  | 2e tour J. C. Ferrero | 3e tour T. Robredo         | 1er tour M. Gicquel       | —                       | 2e tour J. Nieminen      | —                     | 1er tour N. Almagro  | —                          | —                  |
| 2008  | 1er tour Mardy Fish   | 1er tour N. Mahut          | —                         | —                       | —                        | —                     | —                    | —                          | —                  |
| 2009  | —                     | —                          | —                         | —                       | —                        | —                     | —                    | 2e tour T. Robredo         | —                  |
| 2010  | 1er tour E. Korolev   | 2e tour Kohlschreiber      | —                         | —                       | —                        | —                     | 1er tour J. Chardy   | 1/8 de finale J.-W. Tsonga | —                  |
| 2011  | 1er tour A. Golubev   | 1/8 de finale T. Berdych   | 2e tour F. Gil            | 1/4 de finale A. Murray | 2e tour T. Bellucci      | 1er tour R. Gasquet   | 1er tour I. Karlović | 1/4 de finale F. López     | 2e tour Mardy Fish |
| 2012  | 2e tour P. Andújar    | 1/8 de finale J.-W. Tsonga | 1er tour M. Kukushkin     | 2e tour R. Nadal        | 1er tour J. M. del Potro | 2e tour M. Granollers | 2e tour N. Davydenko | 2e tour A. Murray          | 1er tour A. Falla  |
| 2013  | 3e tour T. Berdych    | 2e tour G. Žemlja          | 1/8 de finale G. Dimitrov | —                       | 2e tour A. Murray        | 2e tour N. Djokovic   | 1er tour John Isner  | 1/4 de finale J.-W. Tsonga | —                  |
| 2014  | 2e tour J. Nieminen   | 3e tour N. Djokovic        | —                         | —                       | —                        | —                     | —                    | —                          | —                  |
| 2015  | —                     | —                          | 2e tour Marin Čilić       | 1er tour K. Anderson    | —                        | —                     | —                    | —                          | —                  |
| 2016  | —                     | —                          | —                         | —                       | —                        | —                     | —                    | 1er tour J.-W. Tsonga      | —                  |
| 2017  | —                     | 1er tour A. Rublev         | 1er tour João Sousa       | 2e tour John Isner      | 2e tour D. Goffin        | —                     | —                    | —                          | —                  |
| 2018  | —                     | —                          | 1er tour G. Müller        | —                       | —                        | —                     | —                    | —                          | —                  |

N.B. : sous le résultat se trouve le nom de l’ultime adversaire.

## Victoires sur le top 10
Toutes ses victoires sur des joueurs classés dans le top 10 de l'ATP lors de la rencontre.
| Légende         |
| Grand Chelem    |
| Masters         |
| Jeux olympiques |
| Masters 1000    |
| 500 Series      |
| 250 Series      |
| Coupe Davis     |

| #  | F.M.   | Tournoi   | Année | Surface      | Adversaire        | Rang  | Tour | Score              |
| -- | ------ | --------- | ----- | ------------ | ----------------- | ----- | ---- | ------------------ |
| 1  | no 66  | Wimbledon | 2004  | Gazon        | Guillermo Coria   | no 3  | 1/32 | 4-6, 6-3, 6-3, 6-4 |
| 2  | no 95  | Sopot     | 2005  | Terre battue | Guillermo Coria   | no 9  | 1/2  | 6-4, 5-7, 6-3      |
| 3  | no 60  | Sopot     | 2006  | Terre battue | Tommy Robredo     | no 7  | 1/8  | 6-2, 6-4           |
| 4  | no 37  | Halle     | 2007  | Gazon        | Nikolay Davydenko | no 3  | 1/8  | 6-4, 6-4           |
| 5  | no 48  | Shanghai  | 2010  | Dur          | Mikhail Youzhny   | no 8  | 1/16 | 6-4, 65-7, 6-1     |
| 6  | no 47  | Stockholm | 2010  | Dur (int.)   | Robin Söderling   | no 5  | 1/4  | 7-68, 6-1          |
| 7  | no 28  | Rome      | 2011  | Terre battue | Jürgen Melzer     | no 8  | 1/16 | 6-4, ab.           |
| 8  | no 23  | Shanghai  | 2011  | Dur          | Rafael Nadal      | no 2  | 1/8  | 7-65, 6-3          |
| 9  | no 19  | Miami     | 2012  | Dur          | John Isner        | no 10 | 1/16 | 6-4, 6-2           |
| 10 | no 50  | Shanghai  | 2013  | Dur          | David Ferrer      | no 4  | 1/8  | 6-4, 6-3           |
| 11 | no 40  | Doha      | 2014  | Dur          | Andy Murray       | no 4  | 1/8  | 3-6, 6-4, 6-2      |
| 12 | no 192 | Halle     | 2016  | Gazon        | Dominic Thiem     | no 7  | 1/2  | 6-3, 6-4           |

## Classements ATP en fin de saison
| Année          | 2001 | 2002 | 2003 | 2004 | 2005 | 2006 | 2007 | 2008 | 2009 | 2010 | 2011 | 2012 | 2013 | 2014 | 2015 | 2016 | 2017 |
| Rang en simple | 874  | 475  | 254  | 35   | 75   | 57   | 55   | 344  | 61   | 37   | 23   | 28   | 40   | 147  | 216  | 50   | 69   |
| Rang en double | -    | 1454 | 1493 | 228  | 178  | 377  | 293  | 254  | 777  | 181  | 63   | 136  | 240  | 342  | 301  | 381  | 205  |

Source : (en) Classements de Florian Mayer sur le site officiel de la Fédération internationale de tennis